# Franz Evers
Franz Evers (født 10. juli 1871 i Winsen an der Luhe, død 14. september 1947 i Niemberg) var en tysk digter. 
Som lyriker var han stærkt påvirket af Nietzsche og stod som repræsentant for den symbolistiske retning. Han har blandt andet udgivet digtsamlingerne Deutsche Psalmen, 1893, Sprüche aus der Höhe, hvor Nietzsche-påvirkningen især træder tydelig frem, og Königslieder (begge 1894), fremdeles i de følgende år Deutsche Lieder, Hohe Lieder, Erntelieder, Sonnensöhne, samt forskellige skuespil som Das grosse Leben og Sterbende Helden. Evers følte sig tiltrukket af den teosofiske lære og redigerede en tid lang retningens tidsskrift "Sphinx". 